# Reiu jõe
Reiu jõe este o arie protejată (arie specială de conservare — SAC, sit de importanță comunitară — SCI) din Estonia întinsă pe o suprafață de 105,4 ha, integral pe uscat.

## Localizare
Centrul sitului Reiu jõe este situat la coordonatele 58°14′43″N 24°42′08″E / 58.2452°N 24.7023°E.

## Înființare
Situl Reiu jõe a fost declarat sit de importanță comunitară în mai 2009 pentru a proteja 4 specii de animale. Situl a fost protejat și ca arie specială de conservare în aprilie 2009.

## Biodiversitate
Situată în ecoregiunea boreală, aria protejată conține 1 habitat natural: Cursuri de apă de la nivel de câmpie la nivel montan, cu vegetație Ranunculion fluitantis și Callitricho-Batrachion.
La baza desemnării sitului se află mai multe specii protejate:
- nevertebrate (1): Unio crassus
- pești (3): zvârluga (Cobitis taenia), zglăvoacă (Cottus gobio), Lampetra fluviatilis